# Syllepte holophaealis
Syllepte holophaealis là một loài bướm đêm trong họ Crambidae.